# سيفاتريزين
سيفاتريزين Cephatrizine INN وهو مضاد حيوي واسع الطيف، من الجيل الأول للسيفالوسبورينات.

## التخليق

تخليق السيفاتريزين:

## الاستخدام الطبي
يستخدم سيفاتريزين لعلاج مجموعة كبيرة ومتنوعة من الالتهابات البكتيرية، مثل الجهاز التنفسي والأذن والجلد والتهابات المسالك البولية. سيفاتريزين أقل فعالية ضد البكتيريا إيجابية الجرام من أدوية الجيل الأول. المضادات الحيوية لللتأثير العلاجي تتطلب مستوى ثابت من الدواء في الجسم . ويتحقق ذلك عن طريق أخذ الدواء على فترات منتظمة زمنية على مدار اليوم والليلة على النحو المنصوص عليه. سيفاتريزين من الأهمية بمكان أن يؤخذ هذا الدواء لفترة زمنية كاملة على النحو المنصوص عليه. إذا قمت بالتوقف عن العلاج، فإنه قد يؤدي إلى عدم فعالية العلاج.

## آليه عمله
تمت دراسة التوافر الحيوي عن طريق الفم من سيفاتريزين في أربع مجموعات، من عشرة شباب متطوعين أصحاء . الكبسولات والمستحضرات المعلقة تم إعطاء بعضها بجرعات 250 و 500 ملغ. كل من الكبسولات والمعلقات كان متوسط مستويات البلازما عند الذروة في 1.6 ساعة على مستويي الجرعة.
يثبط عملية صنع الجدار الخلوي الجرثومي بارتباطه مع واحد أو أكثر من بروتينات الاتحاد مع البنسلين PBPs، الأدمر الذي يؤدي إلى تثبيط نقل الببتيدات الذي يعد الخطوة الأخيرة من عملية تصنيع الغليكوجين الببتيدي الذي بدوره يدخل في تركيب متن الجدار الخلوي الجرثومي. كل ما سبق سيؤدي إلى انحلال واضمحلال الجرثوم تحت تأثير الخمائر الحالة الذاتية التي تتفعل عندئذ دون قيد أو ضابط.